# Jüdischer Friedhof (Altenlotheim)

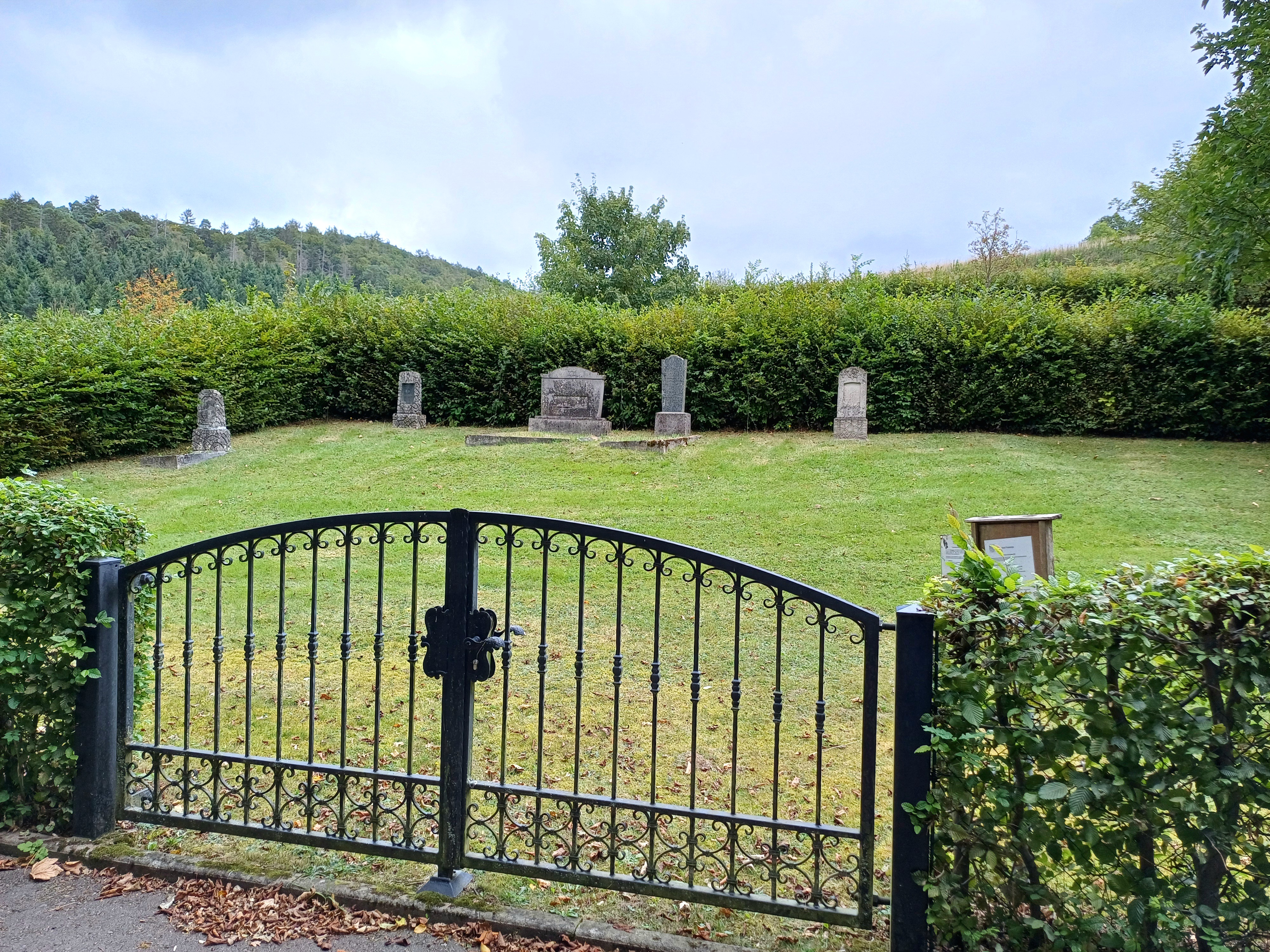
Jüdischer Friedhof Altenlotheim

Der jüdische Friedhof Altenlotheim in Altenlotheim, einem Stadtteil der Kleinstadt Frankenau im nordhessischen Landkreis Waldeck-Frankenberg in Hessen, befindet sich nordwestlich am Ortsausgang in einer von der Korbacher Straße (Landstraße 3085) abzweigenden Straße Im Mühlenbach in direkter Nachbarschaft mit dem kommunalen, christlichen Friedhof.

## Beschreibung
Der jüdische Friedhof Altenlotheim wurde am Ende des 19. Jahrhunderts von der kleinen jüdischen Gemeinde Altenlotheim als Begräbnisstätte am Ortsrand angelegt. Vor der Einrichtung eines eigenen jüdischen Friedhof wurden die Verstorbenen der jüdischen Gemeinde zunächst in Frankenau beerdigt. Auf dem Friedhof sind insgesamt fünf Grabsteine erhalten geblieben und erkennbar sind sieben Grabhügel, welche sich aufteilen in ein Doppelgrab mit einem  Grabstein, vier Einzelgräber jeweils mit einem Grabstein und zwei Einzelgräber ohne Grabstein. Die Beschriftung der Grabsteine wurde in hebräischer und in deutscher Inschrift ausgeführt, aufgrund von starker Verwitterung sind die Grabsteine mit hebräischer Inschrift nicht mehr lesbar. Einzig zwei Grabsteine mit deutscher Inschrift sind lesbar, sie lauten: Hier ruhet in Frieden Levi Katzenstein geb. 20. Mai 1846, gest. 26. Juli 1922 und der Grabstein des Isaak Frankenthal, Altenlotheim, geb. 11. August 1848, gest. 24. Februar 1927.
Das quadratische Areal umfasst 3,00 Ar in leichter Hanglage und ist mit einer Hecke vom christlichen Friedhof abgegrenzt. Der Zugang zum Friedhof ist durch ein Metalltor im Bereich an der Straße Im Mühlenbach möglich.
Der Friedhof ist im Denkmalverzeichnis des Landesamts für Denkmalpflege Hessen als Kulturdenkmal aus geschichtlichen und wissenschaftlichen Gründen eingetragen.